# Szervác József versei
Szervác József (1952. május 13. - 2001 június 16.) későbbi József Attila-díjas magyar költő verseit 1973-ban Nagy László mutatta be az Élet és Irodalom folyóiratban. E bemutatáskor már készen volt néhány vers az első: Szavak hazáig című verseskötetből, melyet még a szerző életben négy további követett, kötetszerűen később kezdtek megjelenni prózai művei:

## Bemutatás
Szervác József költőt Nagy László különösen méltató szavakkal mutatta a későbbi, első kötetének néhány verse kíséretében. Idézet:
"Éreztem, nem a fecsegők, a hízelgők közül való, mikor megkeresett verseivel, a múlt év tavaszán, húszévesen. Szikársága, korai komolysága volt beszédes, nem a szája. Ilyenkor merényletnek érzem a faggatást. Elég volt megtudnom, hogy Csepelen nevelkedett, ott végezte a középiskolát is. Foglalkozása nyomdász. Gépmesterként dolgozik ma is. Közben megházasodott. Az ifjúság galambházára gondol az ember, sokemeletes tégla- és betonépületre. Nekik valóságos tyúkház jutott. Égő szemével csak azért nem gyújtotta föl, mert kellett a födél.
De a versek háttere nem az ilyen kénytelenség. A panasz helyett gondja van, nemcsak nemzedéki, nemcsak a munkás-sorssal kapcsolatos. Sokrétű költészetet ígér, lehetőségei veszélyesen szépek. Töményen, fegyelmezetten ír, törekszik a pontosságra. Mert a költészet vállalás, hiszem, a gáncsokat is úgy veszi majd, mint a versírás velejáróit. Költészetünk esélye a megmaradásra a bátor verse, költészetünk becsülete is ez, etikai és művészeti vonatkozásban. Ilyen kérdésről nem beszéltünk. De a tavalyi versek, az ideiek még inkább hordozzák a méltó gondot. Ajánlom a fiatal költőt, nem kölyköt, hanem férfit az olvasók bizalmába." - Nagy László

## Életében megjelent verseskötetek listája
- Szavak hazáig
- Mi fájna?
- Előszó
- Aszály előtt
- Átdolgozás

## Szavak hazáig
"Könyvem legrégebbi darabját a 18. születésnapomon, 1970. május 13-án írtam. Ami azután jött: érettségi, cinkográfus szakma, öt év munka különböző nyomdákban különböző munkakörökben, rövid ideig katonaság, majd lettem segédmunkás, irodaszolga, szakképzetlen munkavezető, végül szabadúszó. Közben 1971-ben eljöttem otthonról, albérletekben éltem feleségemmel, 1973 óta Attila fiammal. 1978 óta van lakásunk.
Költőként voltak sikerélményeim, találtam barátokat, olyanokat is, akik bíznak bennem, de szereztem ellenfeleket, sőt ellenségeket is, nyilvánvalóakat és láthatatlanokat egyaránt. Ma ott tartok: írni egyre nehezebb. De tudom, mit akarok megírni ezután, és hiszem, hogy a vers ma is lehet több, mint egy szűk körű értelmiségi kaszt társasjátékának eszköze."
Ciklusok:
- Levél a szülőföldre
- Hanyatt
- Közzé legyen
- Már szinte múlt időben

## Mi fájna?
Ciklusok:
- Ima
- Emlékiratok
- Történelmi tanulmány

## Előszó
Ciklusok:
- Margit
- Történelem
- Add föl

## Aszály előtt
Ciklusok:
- Óévsirató
- Szanaszét
- Kiülünk
- Tisztaszobám
- Hódolat
- Én kaptam aranyvesszőt

## Átdolgozás
Ciklusok:
- Sanzon
- Nincs, nincs
- Az a sivatag
- Átdolgozás